# Корчакская культура
Корча́к (Корчак-Тетеревка; памятники типа Корчак; памятники корчакского типа; памятники житомирского типа) — группа археологических памятников середины — второй половины I тысячелетия н. э., расположенных в бассейне реки Гнилопять к юго-западу от Житомира. В современных исследованиях памятники типа Корчак и близкие им рассматриваются в качестве одного из локальных вариантов пражской культуры (именуемой в некоторых работах пражско-корчакской), а также развившейся на её основе лука-райковецкой культуры. Кроме того, термины, производные от названия Корчак, используются для обозначения архаичных памятников пражской культуры в Восточной Европе. Корчакские памятники названы по селу Корчак, стоящему на реке Тетерев.

## История изучения
Памятники типа Корчак выделены археологом С. С. Гамченко, определившим их принадлежность славянам догосударственного времени. Изучение данной группы памятников началось в 1886 году с раскопок курганного могильника в устье речки Каменки, включавшего погребения по обряду трупосожжения, до того не встречавшиеся в регионе. В 1950-х годах Ю. В. Кухаренко поставил корчакские памятники в общеевропейский контекст, соотнеся с известными памятниками пражского типа. Исследованиями памятников типа Корчак занимались Е. В. Махно, В. А. Месяц, И. П. Русанова, В. В. Седов, А. А. Тарабукин, А. П. Томашевский, И. К. Фролов и другие учёные.

## Расположение и датировка
К памятникам корчакского типа относятся курганные и грунтовые могильники у сёл Корчак, Катериновка и Перлевка. С середины XX века археологами выделено несколько «гнёзд» поселений, из которых полнее всего изучены находящиеся близ сёл Корчак (14 пунктов IV/V—VI веков) и Шумск (разновременные памятники в диапазоне от IV/V до X века: 4 поселения, погребения и комплекс из курганного могильника и святилища), а также у бывшего хутора Тетеревского.
И. П. Русанова относила к числу корчакских памятников поселения и могильники с керамикой пражского типа, находящиеся в междуречье Припяти, Тетерева и Днестра.

## Этническая интерпретация
Как составная часть пражской культуры памятники типа Корчак связываются с народом склавинов. В. В. Седов идентифицировал пражско-корчакские памятники с раннесредневековой славянской племенной группой дулебов, которых счёл предками летописных волынян, древлян, дреговичей и полян.